# François Halkett
François Halkett, né à Bruxelles, le 5 décembre 1856 et mort à Ixelles, le 6 décembre 1921, est un peintre belge.
Son champ pictural représente des sujets de la classe ouvrière, des humbles, des portraits, des natures mortes, des paysages et des marines.

## Biographie

### Famille
François Clément Joseph Halkett, né à Bruxelles, rue des Commerçants no 27, le 5 décembre 1856, est le fils de Jean Joseph Halkett (1820-1887), négociant, puis raffineur de sucre à Molenbeek-Saint-Jean, et de Clémence Dubois (1828-1866). Il épouse à Gand le 11 août 1888 Anne Marie Elleboudt, née à Ypres le 29 septembre 1860 et morte à Uccle le 4 mars 1955. De ce mariage naissent deux filles : Lucie (1890-1964) et Alice (1894-1970).

### Formation
François Halkett est élève à l'École de dessin de Molenbeek-Saint-Jean, puis à l'Académie royale des beaux-arts de Bruxelles (d'octobre 1877 à mai 1880) sous le professorat de Jean-François Portaels, et également de Joseph Stallaert (dessin) et de Joseph van Severdonck (dessin d'après l'antique). Il reçoit le 3e prix d'expression en dessin en novembre 1880. Ses condisciples incluent les artistes Willy Finch, Fernand Khnopff, Darío de Regoyos et James Ensor. Il se forme également à Paris, où il est présent en 1883, à l'École des Beaux-Arts auprès de Jules Lefebvre, de même qu'à Bruxelles, sous le mentorat de Hippolyte Boulenger.

### Carrière
Comme beaucoup de jeunes étudiants de l'Académie bruxelloise de cette époque, il devient, en 1882, membre de l'association d'artistes L'Essor. Il devient également, en 1884, membre du cercle Les Hydrophiles. Il tente de concourir au Prix de Rome de peinture belge en 1880 et 1886, mais sans succès. 
De retour en Belgique en 1884, François Halkett s'établit à la rue de Birmingham, à Molenbeek-Saint-Jean, où son père est raffineur de sucre. Cette activité paternelle lui inspire plusieurs toiles qu'il présente au Salon des artistes français à Paris en 1885 : Intérieur d'une candiserie et Les trieuses de sucre candi. 
Pendant la Première Guerre mondiale, il séjourne en Grande-Bretagne.
François Halkett meurt, après une longue et pénible maladie, à l'âge de 65 ans, à son domicile, où il résidait depuis 1899, rue de l'Aqueduc no 83, à Ixelles, le 6 décembre 1921. Trois jours plus tard, ses funérailles ont lieu à l'église de la Sainte-Trinité, suivies par son inhumation au cimetière communal d'Ixelles.

## Œuvre

### Champ pictural

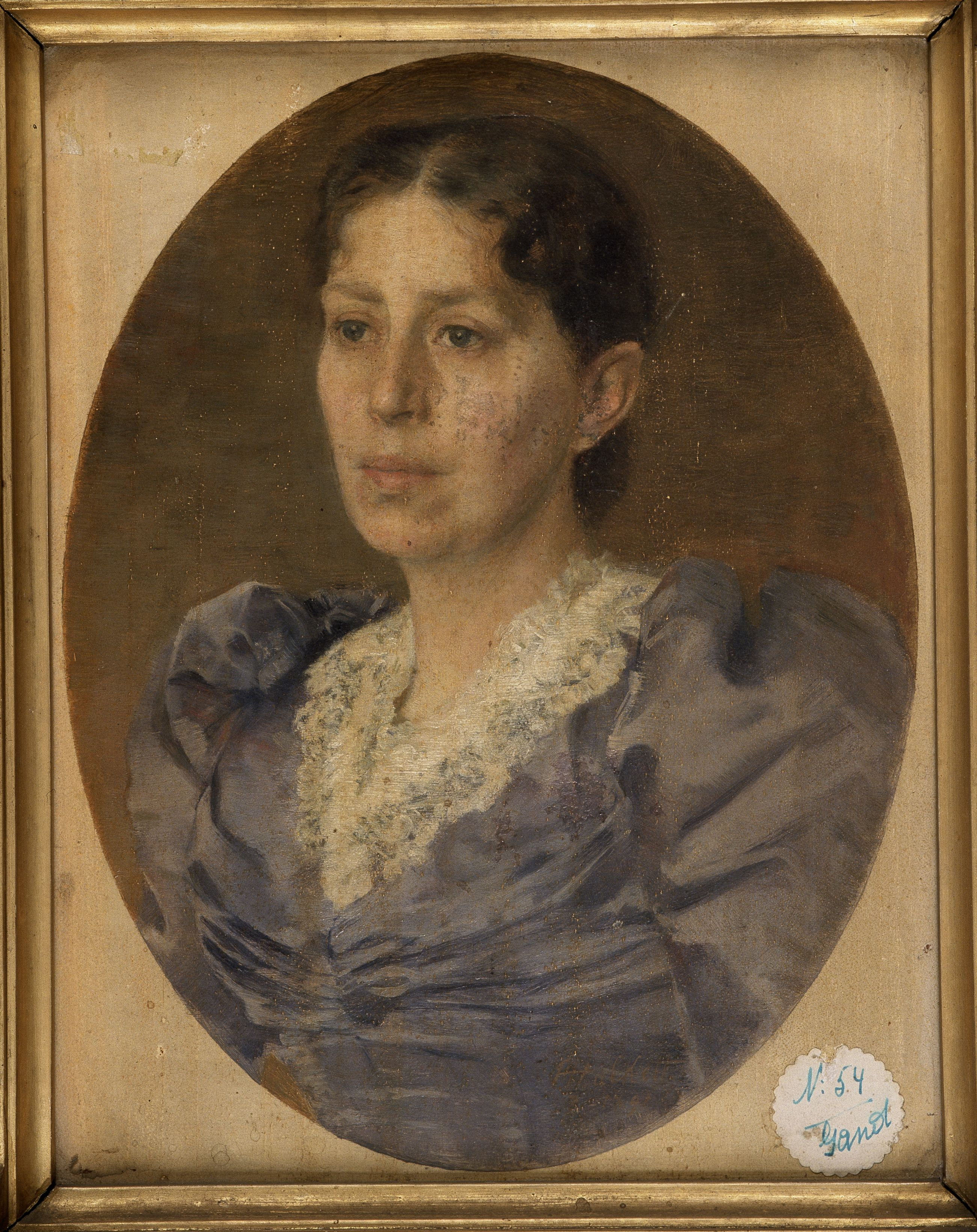
François Halkett, Portrait de Clara Cogen-Ledeganck (1891), conservé au Musée des Beaux-Arts de Gand.

François Halkett peint des portraits, des natures mortes, des paysages et des marines, et à partir de 1880 des sujets socialement actifs et des humbles. Il représente fréquemment des membres de sa famille.
Son œuvre majeure est un immense triptyque Dans la sapinière de 1884, aujourd'hui dans la collection de la commune de Molenbeek-Saint-Jean. Le tableau, peint dans les bois de Genk, mesure près de 550 cm de long sur 270 cm de haut. La toile, dont le thème central est une femme apparemment malade assise dans une forêt, entourée d'autres personnages, dégage une atmosphère délibérément désagréable, triste mais aussi presque pré-surréaliste. Une étude préliminaire du panneau gauche de cette œuvre est conservée au Musée Emile Van Doren à Genk.

### Expositions

#### En Belgique
- Exposition de L'Essor (VI) de janvier 1882 : La Candiserie[10].
- Exposition de L'Essor (VII) de 1882-1883 : Les Trieuses de candi, Joueuses d'osselets[11].
- Salon de Gand de 1883 (XXXII) : Halte à Cureghem, à Bruxelles et Tête d'Italienne[12].
- Exposition de L'Essor (VIII) de 1883-1884 : Buste de jeune fille[13].
- Exposition du cercle Les Hydrophiles (I) de 1884 : des aquarelles[14].
- Salon de Bruxelles de 1884[15].
- Exposition du cercle Les Hydrophiles (II) de 1885[16].
- Salon d'Anvers de 1885 : Dans la sapinière (triptyque)[17].
- Exposition de L'Essor (IX) de 1885-1886[18].
- Salon de Gand de 1886 (XXXIII)[19].
- Exposition de L'Essor (X) de 1887 : des scènes campagnardes, dont L'Idylle[20].
- Salon de Bruxelles de 1887 : Dans la sapinière (triptyque), Trieuses de sucre candi et Dimanche de juin[9].
- Exposition de L'Essor (XII) de 1888[21].
- Salon d'Anvers de 1888 : Dimanche de juin[22].
- Exposition du Cercle Artistique de Bruxelles (du 21 janvier au février 1890), avec : Florent Crabeels, Henri Seghers et Edmond Van der Haeghen)[23].
- Salon de Bruxelles de 1890 : plusieurs portraits[24].
- Salon d'Anvers de 1891 : Portrait de Mr P.H. et Portrait de Mme Albert Eeman[25].
- Exposition du Cercle Artistique de Bruxelles (du 3 mars au 14 mars 1892 : Portrait de bébé, Étude de femme, avec Léon Philippet et Edouard van Overbeke[26].
- Salon de Bruxelles de 1893 : trois portraits (des enfants en groupe, La Petite Fernande et Portrait équestre de M.H.H.)[27].
- Salon de Bruxelles de 1897 : trois portraits[28].
- Salon d'Anvers de 1898 : L'Enfant à la poupée et Portrait de Melle J.H.[29].
- Salon de Bruxelles de 1900 : Premières notes musicales, Des Bijoux et Le Soulier de Noël[30].
- Salon de Bruxelles de 1903 : Le Petit chaperon rouge, La Dame de cœur et L'Enfant à l'orange[31].
- Exposition universelle de Bruxelles de 1910[32].

#### En Europe
- Salon des artistes français à Paris en 1883 : Joueuse d'osselets et La Religieuse[4].
- Exposition universelle coloniale et d'exportation générale d'Amsterdam de 1883 : Les Trieuses de sucre candi (médaille d'argent)[33].
- Salon des artistes français à Paris en 1884 : Sous les Sapins[34].
- Salon des artistes français à Paris en 1885 : Intérieur d'une candiserie et Les trieuses de sucre candi[7].
- Salon des artistes français à Paris en 1886 : Dans la sapinière et Souvenir de la dune, reçoit une 3e médaille[35].
- Exposition internationale d'Édimbourg de 1886[36].
- Salon des artistes français à Paris en 1887 : Les Loisirs[37].
- Salon des artistes français à Paris en 1888 : Sauvageonne[38].
- Exposition universelle de 1889 à Paris : médaille d'argent[32],[39].

### Réception critique
En janvier 1883, lorsque François Halkett expose au cercle de L'Essor, le critique du Journal de Bruxelles écrit : 

« Halkett est en progrès. Il y a beaucoup de sincérité dans ses toiles, qui ont un côté bien réel. »

Tandis que la revue l'Art moderne écrit à la même occasion : 

« François Halkett, développant l'art qu'il avait révélé l'an dernier, a fait depuis une enjambée énorme. Il arrive avec sept toiles d'une grande variété : paysage, portrait, genre, histoire contemporaine et passée […] Avec ceux d'Ensor et de Frédéric, son envoi est, à notre avis, ce qu'il y a de plus digne d'intérêt dans l'exposition. Le coloris est noirâtre et parfois commun et dur. Mais l'expression, surtout celle qui résulte de la pose et de l'attitude des corps , est remarquable. Les Trieuses de sucre candi sont un très bon tableau : un grenier avec grande fenêtre par laquelle on aperçoit les toits du voisinage ; devant cette haie claire, trois ouvrières assises sur des escabeaux, examinant et nettoyant les cristaux blonds de la marchandise ; un homme entre, apportant une caisse nouvelle à trier. Vraie scène de prolétaires, gravement et tristement laborieuse. Les types sont d'une exactitude parfaite, sans recherche : ce sont bien les gens qu'on rencontre dans les quartiers populeux, souffreteux et mal nourris, ce sont leurs vêtements ternes, leurs traits fatigués et sans sourire. La perspective fuyante de cet atelier froid, nu et sombre, si ce n'est aux environs immédiats de la grande fenêtre, est bien rendue. Les trois femmes sont d'une vie intense, solidement et sainement peintes. L'homme est moins bien. »

### Postérité
Un remarquable ensemble de ses œuvres, composé principalement de portraits de ses filles, de celui de sa sœur et d'un autoportrait, est vendu aux enchères à la Maison Horta à Bruxelles les 14 et 15 juin 2010.